# Szotyori Lajos
Szotyori Lajos (Alsócsernáton, 1884. január 30. – Székelyudvarhely, 1960. február 2.) erdélyi magyar elbeszélő, színpadi író.

## Életútja
Középiskoláit a sepsiszentgyörgyi Székely Mikó Kollégiumban végezte, a kolozsvári Református Teológián szerzett lelkészi képesítést. Vistán, Alsórákoson, Nagyenyeden és Újszékelyen szolgált. Az erdélyi református egyházi és irodalmi lapokban közölt.

## Művei
- Falusi mulattató (gyermekszíndarabok, monológok, Kolozsvár, 1932)
- Uzonka legendája (Barót, 1935)